# Caradrina eutapaishana
Caradrina eutapaishana är en fjärilsart som beskrevs av Emilio Berio 1976/77. Caradrina eutapaishana ingår i släktet Caradrina och familjen nattflyn. Inga underarter finns listade i Catalogue of Life.